# Necydalis indicola
Necydalis indicola là một loài bọ cánh cứng trong họ Cerambycidae.